# Julia Sweeney

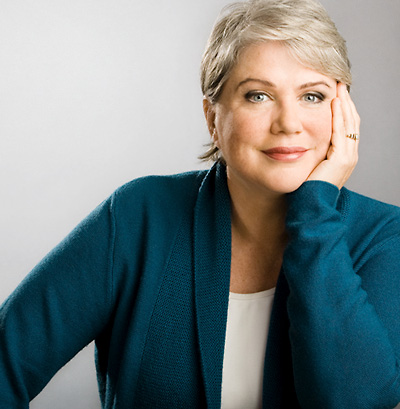
Julia Sweeney 2008

Julia Sweeney (* 10. Oktober 1959 in Spokane, Washington) ist eine US-amerikanische Schauspielerin und Komödiantin. Als Bürgerrechtlerin setzt sie sich für den Atheismus ein.

## Leben
Sweeney entdeckte schon früh ihr schauspielerisches Talent, studierte jedoch zunächst Wirtschaftswissenschaften. Sie wurde Mitglied der Komödiantengruppe The Groundlings. Bekannt wurde sie durch ihre Mitwirkung bei Saturday Night Live. Sweeney wurde zunächst katholisch erzogen. Mit der Zeit erkannte sie jedoch die Widersprüche der Religion. In ihrer Arbeit setzt sie sich sehr kritisch mit den Gefahren und Ideologien der Religionen auseinander. Sie ist im Vorstand der Secular Coalition for America. Sie wurde für ihr Engagement mit dem Richard Dawkins Award, dem Preis Humanist Pioneer der American Humanist Association und dem Emperor Has No Clothes Award der Freedom From Religion Foundation (FFRF) ausgezeichnet. Sweeney lebt in Hollywood.
Ihr Programm Letting Go of God wurde 1998 auf DVD veröffentlicht.

## Filmografie (Auswahl)
- 1990: Gremlins 2 – Die Rückkehr der kleinen Monster (Gremlins 2: The New Batch)
- 1990–1994: Saturday Night Live
- 1992: Liebling, jetzt haben wir ein Riesenbaby (Honey I Blew Up the Kid)
- 1993: Die Coneheads
- 1994: Was ist Pat?  (It's Pat)
- 1994: Pulp Fiction
- 1995: Stuart Stupid – Eine Familie zum Kotzen (Stuart Saves His Family)
- 1997: Die schrillen Vier in Las Vegas (Vegas Vacation)
- 1997: Hinterm Mond gleich links (3rd Rock from the Sun; Gastauftritt)
- 1999: Stuart Little
- 1999: Susan (Suddenly Susan; Gastauftritt)
- 2000: Beethoven: Urlaub mit Hindernissen (Beethoven’s 3rd)
- 2000–2001: Meine Familie – Echt peinlich (Maybe It’s Me)
- 2001: Beethoven 4 – Doppelt bellt besser (Beethoven’s 4th)
- 2002: Clockstoppers
- 2002: Immer wieder Jim (According to Jim; Gastauftritt)
- 2003: Frasier (Gastauftritt)
- 2004: Sex and the City (Gastauftritt)
- 2019–2021: Work in Progress (18 Folgen)
- 2025: The Threesome